# سوزوکی کروو
سوزوکی کروو (Suzuki Cervo) خودرویی است که در سال‌های ۱۹۷۷ تا ۱۹۸۲تولید شده‌است.
طراحی آن خودروهای موتور عقب-محور عقب بوده است. سیستم جعبه‌دندهٔ آن دنده به صورت دستی است.